# Ole Henrik Laub
Ole Henrik Laub (Aarhus, 3 de diciembre de 1937-Assens, Mariagerfjord, 22 de octubre de 2019) fue un cuentista, novelista y autor de literatura infantil danés. 

## Carrera literaria
Hizo su debut en 1967 con Et Svaerd Dyppet i Honning, una colección de historias cortas. Desde entonces escribió más de cincuenta libros, cuentos, novelas, libros para niños. También ha escrito para la escena y para el radiodrama y guiones para televisión. Sus obras se caracterizaron por relatar con un tono siniestro la vida de los daneses en pequeñas ciudades y pueblos.

## Algunas obras
- Fondamenta Nuove, 1996.
- Hovedrollen, 1997.
- Alle Himlens Farver, 2002.
- Fugle flyver hjem, 2005.
- Fjolsernes Konge, 2007.